# Болинджър (окръг, Мисури)
Окръг Болинджър (на английски: Bollinger County) е окръг в щата Мисури, Съединени американски щати. Площта му е 1608 km², а населението - 11 990 души. Административен център е град Марбъл Хил.